# Bert Tomme
Bert Tomme (10 oktober 1968) is een Belgische voormalige atleet, die gespecialiseerd was in het hink-stap-springen. Hij veroverde twee Belgische titels.

## Biografie
Tomme werd in 1991 en 1992 Belgisch kampioen hink-stap-springen. Hij was aangesloten bij Kortrijk Sport.

## Belgische kampioenschappen
| Onderdeel          | Jaar       |
| ------------------ | ---------- |
| hink-stap-springen | 1991, 1992 |

## Persoonlijke records
Outdoor
| Onderdeel          | Prestatie | Wind | Datum       | Plaats    |
| ------------------ | --------- | ---- | ----------- | --------- |
| hink-stap-springen | 15,44 m   |      | 20 mei 1991 | Rixensart |

Indoor
| Onderdeel          | Prestatie | Datum            | Plaats |
| ------------------ | --------- | ---------------- | ------ |
| hink-stap-springen | 15,18 m   | 18 februari 1990 | Gent   |

## Palmares
hink-stap-springen
- 1989:  BK AC – 14,68 m
- 1990:  BK indoor AC – 15,18 m
- 1990:  BK AC – 15,20 m
- 1991:  BK indoor AC – 15,03 m
- 1991:  BK AC – 15,57 m
- 1992:  BK indoor AC – 14,72 m
- 1992:  BK AC – 15,28 m
- 1994:  BK AC – 14,62 m
- 1996:  BK indoor AC – 14,49 m